# انعكاس الحظ (فلم)
انعكاس الحظ (بالإنجليزية: Reversal of Fortune) هو فيلم دراما تم إنتاجه في الولايات المتحدة وصدر في سنة 1990.

## بطولة
- جيرمي أيرونز
- غلين كلوز

### ترشيحات وجوائز
| السنة | الحدث | الفئة            | النتيجة  |
| ----- | ----- | ---------------- | -------- |
|       |       | أوسكار أحسن ممثل | فـــــوز |

## الميزانية والإيرادات
حقق أرباحا تقدر بـ 15,445,131 دولار.

## وصلات خارجية
- مقالات تستعمل روابط فنية بلا صلة مع ويكي بيانات